# 悠然山莊

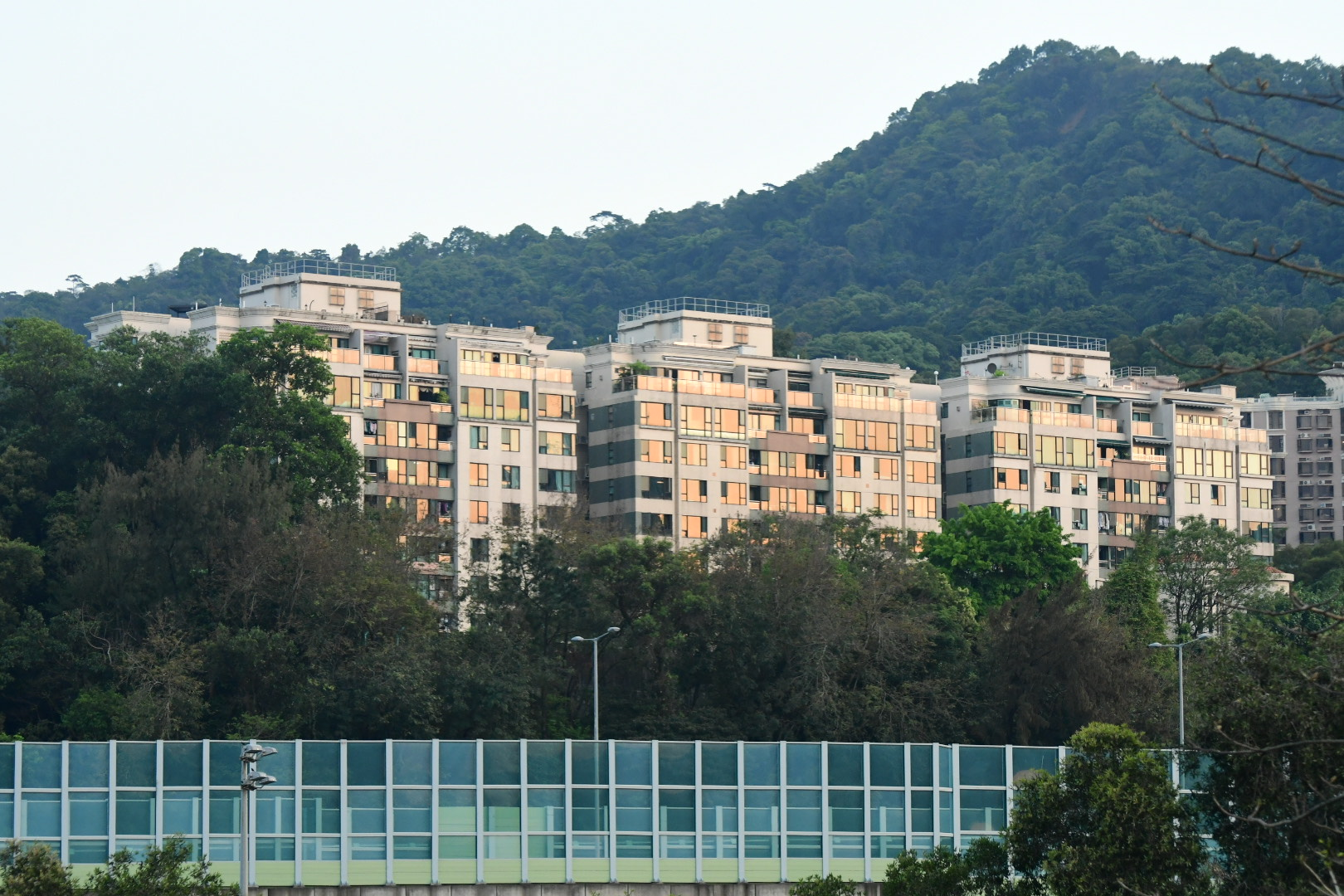
悠然山莊全貌：左起第12座、第11座及第10座

悠然山莊（英語：The Paragon）是位於新界大埔區山塘的一個私人住宅發展項目，由中信泰富發展，現時由信和物業管理有限公司管理，位於大埔南半山山賢路9號，鄰近大埔寶馬山及下黃宜凹。屋苑於1997年10月30日入伙，提供11座住宅共242個單位，主打2至4房戶，面積454呎至1,878呎不等。屋苑分爲8座低層住宅及3座高層住宅，部分單位可飽覽吐露港及山景。

## 一至九座低座
樓高3層（不計地下），提供約60個複式單位，頂層單位亦包括天台。

## 十至十二座高座
樓高12層（不計地下），提供約170個分層單位以及少量附空中平台的頂層複式單位。

## 會所
悠然山莊會所為住客提供一系列運動、娛樂及休閒設施，包括：
園林泳池、桑拿室、桌球室、網球場、乒乓球室、高爾夫球場、舞蹈室、燒烤場、健身室、長者閣、閱讀區和兒童遊戲室。

## 邨巴
NR508線
循環來往悠然山莊及大埔墟站，部分班次繞經大埔墟。班次約15-30分鐘一班，服務時間為06:40-23:00。由捷迅巴士有限公司營辦，目前有一部27座私家小巴運行，車程收費為$4。

## 鄰近住宅
- 大埔寶馬山
- 新達廣場